# Campo volcánico de Aguas Zarcas
El Campo volcánico de Aguas Zarcas es un campo de conos piroclásticos ubicado en el distrito Aguas Zarcas del cantón San Carlos, en la provincia Alajuela, Costa Rica.

## Aspectos físicos
Localizado en el flanco norte del Volcán Platanar, se compone de al menos nueve conos, de los cuales uno es reconocido como un cerro y los ocho restantes como lomas.
Los lados de los conos están inclinados entre diez y treinta grados, y poseen una forma elongada en la dirección este a oeste, el complejo en su totalidad presenta una dirección norte a sur, lo cual evidencia su origen tectónico.  La actividad del flujo de lava es apreciable en algunos de los conos.

### Cerro y lomas del campo volcánico
| Nombre                | Elevación (m) | Prominencia (m) | Coordenadas                                   | Notas |
| --------------------- | ------------- | --------------- | --------------------------------------------- | --- |
| Cerro Los Chiles      | 250           | 130             | 10°27′32″N 84°20′26″O / 10.459027, -84.340614 | También conocido como Altamira, es la cantera más grande del área, su lado este está cubierto con vegetación, existen plantaciones de piña en sus alrededores.                      |
| Loma Valle Hermoso    | 215           | 50              | 10°26′49″N 84°20′07″O / 10.446994, -84.335323 | La más plana de las lomas, rodeado de pastos para ganado. |
| Loma Vuelta de Kopper | 290           | 100             | 10°26′07″N 84°20′01″O / 10.435351, -84.333596 | Nombrada de acuerdo al pueblo cercano, muy voluminosa, forma elongada, existe una vía de acceso a su cima.                                                                          |
| Loma Pital            | 160           | -               | 10°26′40″N 84°16′24″O / 10.444441, -84.273369 | Muy erosionada, cercano al pueblo de Pital. |
| Loma Barrantes        | 290           | 80              | 10°25′02″N 84°18′23″O / 10.417244, -84.306295 | Existe una cantera en su cima, y un bosque denso cubre el resto de su estructura, existe una vía de acceso a la cima.                                                               |
| Loma Juan Murillo     | 518           | 70              | 10°22′58″N 84°19′43″O / 10.382865, -84.328607 | Restos de un cráter. Ubicada dos kilómetros al noreste del centro de la ciudad, fácilmente visible. Existe una cantera en su base.                                                  |
| Loma Morera           | 621           | 100             | 10°21′50″N 84°19′20″O / 10.363878, -84.322150 | Restos de un cráter. Ubicada dos kilómetros al sureste del centro de la ciudad, existe una vía de acceso a la cima.                                                                 |
| Loma Buenos Aires     | 461           | 60              | 10°22′42″N 84°18′12″O / 10.378326, -84.303432 | Solía ser una cantera, pero los lados ahora han recuperado la vegetación, hay un camino de acceso a la cima. Está al lado de la Ruta 140, y la ciudad de Buenos Aires al otro lado. |
| Loma sin nombre       | 200           | 20              |                                               | |